# Listă de filme muzicale
Aceasta este o listă de filme muzicale după an:

## Anii 1920

### 1926
- A Plantation Act (film scurt)

### 1927
- The Jazz Singer

### 1928
- Moulin Rouge
- The Singing Fool
- Mamma Said animație
- My Man

### 1929
- Applause
- The Battle of Paris
- Broadway
- Broadway Babies
- The Broadway Melody
- Broadway Scandals
- Close harmony
- The Cocoanuts
- The Cock-Eyed World
- The Dance of Life
- Devil-May-Care
- The Desert Song
- Footlights and Fools
- The Forward Pass
- Fox Movietone Follies of 1929
- Glorifying the American Girl
- Gold Diggers of Broadway
- Great Gabbo, The
- Hallelujah!
- Happy Days
- Hearts in Dixie
- It's a Great Life
- The Hollywood Revue of 1929
- Honky Tonk
- Hot for Paris
- Innocents of Paris
- Is Everybody Happy?
- Jail House Blues
- Little Johnny Jones
- The Love Parade
- Lucky boy
- Lucky in love
- Marianne
- Married In Hollywood
- Melody Lane
- Mother's Boy
- On with the Show
- Paris
- The Painted Angel
- Pointed Heels
- Queen of the Night Clubs
- Red Hot Rhythm
- The Rainbow Man
- Rio Rita
- Sally
- Say It with Songs
- Show Boat
- The Show of Shows
- Smiling Irish Eyes
- So This Is College
- The Song of Love
- Street Girl
- Sunnyside Up
- Sweetie
- Syncopation
- Tanned Legs
- The Time, the Place and the Girl
- The Vagabond Lover
- Why Bring That Up?
- Words and Music

## Anii 1930

### 1930
- A Lady's Morals
- Animal Crackers
- Big Boy
- Bride of the Regiment
- Call of the Flesh
- Chasing Rainbows
- Cheer Up and Smile
- Children of Pleasure
- The Cuckoos
- Dixiana
- The Floradora Girl
- Follow Thru
- Free and Easy
- Good News
- Great Day (neterminat)
- Hit the Deck
- Hold Everything
- King of Jazz
- In Gay Madrid
- Kismet
- A Lady's Morals
- Leathernecking
- Let's Go Native
- Lord Byron of Broadway
- The Lottery Bride
- Love in the Rough
- Madam Satan
- Mammy
- The March of Time (neterminat)
- Montana Moon
- Monte Carlo
- New Moon
- New Movietone Follies of 1930
- No, No Nanette
- Oh, For a Man!
- Life of the Party
- Paramount on Parade
- Puttin' on the Ritz
- Queen High
- Reaching for the Moon
- The Rogue Song
- Showgirl In Hollywood
- Song of the West
- Song of the Flame
- Spring Is Here
- Sunny
- Sweet Kitty Bellairs
- They Learned About Women
- Top Speed
- Under A Texas Moon
- The Vagabond King
- Whoopee!

### 1931
- Bright Lights
- Children of Dreams
- The Cuban Love Song
- Fifty Million Frenchmen
- Flying High
- Her Majesty, Love
- Hot Heiress
- Kiss Me Again
- Le Million
- Men of the Sky
- No Limit
- Palmy Days
- The Prodigal
- The Smiling Lieutenant
- Viennese Nights

### 1932
- The Big Broadcast
- Blondie of the Follies
- Girl Crazy
- The Girl from Calgary
- The Kid from Spania
- Love Me Tonight
- Manhattan Parade
- Odds 777
- One Hour with You
- The Phantom President

### 1933
- A Bedtime Story
- Broadway to Hollywood
- 42nd Street
- Dancing Lady
- Duck Soup
- Flying Down to Rio
- Footlight Parade
- Going Hollywood
- Gold Diggers of 1933
- The Good Companions
- Hallelujah, I'm a Bum
- Moonlight and Pretzels
- Roman Scandals
- Too Much Harmony
- Torch Singer

### 1934
- Ayer y Hoy
- Babes in Toyland
- Bright Eyes
- Cab Calloway's Hi-De-Ho
- Caravan
- The Cat and the Fiddle
- Dames
- Evergreen
- Fashions of 1934
- Flirtation Walk
- The Gay Divorcee
- George White's Scandals
- Here is My Heart
- Hollywood Party
- Idols of the Radio
- Jolly Fellows (Rusia)
- Kid Millions
- Little Miss Marker
- Melody Cruise
- Melody in Spring
- The Merry Widow
- Moulin Rouge
- Murder at the Vanities
- One Night of Love
- She Loves Me Not
- Sing as We Go
- Stand Up and Cheer!
- Student Tour
- 365 Nights in Hollywood
- Transatlantic Merry-Go-Round
- We're Not Dressing
- Wonder Bar

### 1935
- Amphitryon
- The Big Broadcast of 1936
- Broadway Melody of 1936
- Cab Calloway's Jitterbug Party
- Curly Top
- Every Night at Eight
- First a Girl
- George White's 1935 Scandals
- Go Into Your Dance
- Gold Diggers of 1935
- Harmony Lane
- Here Comes the Band
- I Dream Too Much
- The Little Colonel
- The Littlest Rebel
- Melody Trail
- Metropolitan
- A Midsummer Night's Dream
- Mississippi
- Music Is Magic
- Naughty Marietta
- A Night at the Opera
- The Night Is Young
- The Old Homestead
- Puente Alsina
- Reckless
- Roberta
- Sagebrush Troubadour
- The Soul of the Accordion
- Stolen Harmony
- Stowaway
- Sweet Adeline
- Thanks a Million
- Top Hat
- Two for Tonight

### 1936
- Anything Goes
- The Big Broadcast of 1937
- The Bohemian Girl
- Born to Dance
- Cain and Mabel
- Canillita
- Captain January
- Circus (Rusia)
- The Devil on Horseback
- Dimples
- Follow the Fleet
- Follow Your Heart
- Gold Diggers of 1937
- The Great Ziegfeld
- Hats Off
- Hearts Divided
- Help Me To Live
- Let's Sing Again
- King of Burlesque
- One in a Million
- Pennies from Heaven
- Pigskin Parade
- Poor Little Rich Girl
- Rhythm on the Range
- Rose Marie
- San Francisco
- Show Boat
- Sing Baby, Sing
- The Singing Kid
- Stowaway
- Swing Time
- Three Smart Girls
- Walking on Air

### 1937
- Ali Baba Goes to Town
- Así es el tango
- Artists and Models
- Bewitching Kisses
- Broadway Melody of 1938
- A Damsel in Distress
- A Day at the Races
- Double or Nothing
- The Firefly
- The Girl Said No
- Heidi
- High, Wide, and Handsome
- Hollywood Hotel
- In Old Chicago
- The Life of the Party
- Manhattan Merry-Go-Round
- Maytime
- New Faces of 1937
- Nobody's Baby
- On the Avenue
- One Hundred Men and a Girl
- Ready, Willing, and Able
- Rootin' Tootin' Rhythm
- Rosalie
- Shall We Dance
- Snow White and the Seven Dwarfs (animație)
- Thin Ice
- Thoroughbreds Don't Cry
- Waikiki Wedding
- Wake Up and Live
- You Can't Have Everything
- You're a Sweetheart

### 1938
- Alexander's Ragtime Band
- Artists and Models Abroad
- The Big Broadcast of 1938
- Carefree
- Champagnegaloppen
- College Swing
- Dr. Rhythm
- The Duke is Tops
- Everybody Sing
- The Girl of the Golden West
- Give Me a Sailor
- Going Places
- Gold Diggers in Paris
- Goodbye Buenos Aires
- The Goldwyn Follies
- The Great Waltz
- Happy Landing
- Hawaii Calls
- Just Around the Corner
- Listen, Darling
- Little Miss Broadway
- Mad About Music
- My Lucky Star
- Radio City Revels
- Rebecca of Sunnybrook Farm
- Sally, Irene and Mary
- Sing You Sinners
- Songs and Saddles
- Sweethearts
- Thanks for the Memory
- That Certain Age

### 1939
- At the Circus
- Babes in Arms
- Balalaika
- Broadway Serenade
- East Side of Heaven
- Escape to Paradise
- Everything's on Ice
- Fast and Furious
- First Love
- Giliw Ko (Filipine)
- Goodbye Argentina (Argentina)
- Honolulu
- The Ice Follies of 1939
- Just Around the Corner
- La Modelo de la calle Florida
- Let Freedom Ring
- The Little Princess
- Paris Honeymoon
- Puerta cerrada
- Rose of Washington Square
- Second Fiddle
- Some Like It Hot
- St. Louis Blues
- The Star Maker
- The Story of Vernon and Irene Castle
- Swanee River
- That’s Right You’re Wrong
- The Three Musketeers
- Three Smart Girls Grow Up
- The Wizard of Oz

## Anii 1940

### 1940
- A Little Bit of Heaven
- Americaner Shadchen
- Andy Hardy Meets Debutante
- Bitter Sweet
- The Boys from Syracuse (film)
- Broadway Melody of 1940
- Down Argentine Way
- Go West
- Hit Parade of 1941
- Hullabaloo
- If I Had My Way
- Irene
- It's a Date
- Lillian Russell
- Little Nellie Kelly
- Melody and Moonlight
- Melody Ranch
- Music in My Heart
- New Moon
- Pinocchio (animație)
- Rhythm on the River
- Road to Singapore
- Second Chorus
- Spring Parade
- Strike Up the Band
- Tin Pan Alley
- Too Many Girls
- Two Girls on Broadway
- You'll Find Out
- Young People

### 1941
- All-American Co-Ed
- Andy Hardy's Private Secretary
- Babes on Broadway
- The Big Store
- Birth of the Blues
- Blues in the Night
- Buck Privates
- Dumbo (animație)
- The Chocolate Soldier
- Fiesta
- The Great American Broadcast
- Hold That Ghost
- In the Navy
- It Started with Eve
- Lady Be Good
- Las Vegas Nights
- Louisiana Purchase
- Moon Over Miami
- Moonlight in Hawaii
- Moulin Rouge
- Nice Girl?
- Playmates
- Road to Zanzibar
- San Antonio Rose
- Sing Another Chorus
- Smilin' Through
- Sun Valley Serenade
- Sunny
- That Night in Rio
- They Meet Again
- They Met in Argentina
- Time Out for Rhythm
- Week-End in Havana
- You'll Never Get Rich
- Ziegfeld Girl

### 1942
- Academia El Tango Argentino
- Always in My Heart
- Born to Sing
- Broadway
- Cairo
- The Fleet's In
- Footlight Serenade
- For Me and My Gal
- Four Jacks and a Jill
- Holiday Inn
- I Married an Angel
- Iceland
- Moonlight in Havana
- My Favorite Blonde
- My Favorite Spy
- My Gal Sal
- Orchestra Wives
- Panama Hattie
- Priorities on Parade
- Private Buckaroo
- Ride 'em Cowboy
- Rio Rita
- Road to Morocco
- Roxie Hart
- Seven Sweethearts
- Ship Ahoy
- Sing Your Worries Away
- Song of the Islands
- Springtime in the Rockies
- Star Spangled Rhythm
- Sweater Girl
- True to the Army
- The Vanishing Virginian
- Yankee Doodle Dandy
- You Were Never Lovelier
- Saludos Amigos (animație)

### 1943
- The Amazing Mrs. Holliday
- Around the World
- Best Foot Forward
- Cabin in the Sky
- Campus Rhythm
- Coney Island
- The Desert Song
- Dixie
- DuBarry Was a Lady
- The Gang's All Here
- Girl Crazy
- Happy Go Lucky
- Hello, Frisco, Hello
- Hers to Hold
- Higher and Higher
- His Butler's Sister
- Hit Parade of 1943
- I Dood It
- Is Everybody Happy?
- Let's Face It
- Moonlight in Vermont (film)
- Phantom of the Opera
- Presenting Lily Mars
- Reveille with Beverly
- Sweet Rosie O'Grady
- The Sky's the Limit
- Something to Shout About
- Stage Door Canteen
- Stormy Weather
- Swing Fever
- Thank Your Lucky Stars
- They Got Me Covered
- This is the Army
- Thousands Cheer
- What's Buzzin', Cousin?
- Wintertime

### 1944
- Atlantic City
- Bathing Beauty
- Belle of the Yukon
- Broadway Rhythm
- Can't Help Singing
- Carolina Blues
- Champagne Charlie
- Christmas Holiday
- Cover Girl
- Dixie Jamboree
- Follow the Boys
- Four Jills in a Jeep
- Going My Way
- Greenwich Village
- Here Come the WAVES
- Hey, Rookie
- Hollywood Canteen
- I'm from Arkansas
- Jam Session
- Knickerbocker Holiday
- Lady in the Dark
- Lady, Let's Dance
- Meet Me in St. Louis
- Meet Miss Bobby Socks
- Meet the People
- Men on Her Mind
- Music for Millions
- Pin Up Girl
- Sensations of 1945
- She's a Sweetheart
- Shine On, Harvest Moon
- Show Business
- Something for the Boys
- Step Lively
- Swing Hostess
- Two Girls and a Sailor
- Up in Arms
- The Three Caballeros (animație)

### 1945
- A Song for Miss Julie
- Anchors Aweigh
- The Bells of St. Mary's
- The Big Show-Off
- Birth of a Star
- Delightfully Dangerous
- Diamond Horseshoes
- The Dolly Sisters
- Eadie Was a Lady
- El Alma de un tango
- Eve Knew Her Apples
- George White's Scandals
- Hello Moscow!
- Her Lucky Night
- Incendiary Blonde
- It's a Pleasure
- Lady on a Train
- Nob Hill
- Out of This World
- Rhapsody in Blue
- Song of the Sarong
- State Fair
- The Stork Club
- Swing Out, Sister
- Thrill of a Romance
- Tonight and Every Night
- Where Do We Go From Here?
- Wonder Man
- Yolanda and the Thief
- Ziegfeld Follies

### 1946
- Because of Him
- Beware
- Blue Skies
- Cuban Pete
- Doll Face
- Easy to Wed
- The Great Morgan
- The Harvey Girls
- Holiday in Mexico
- The Jolson Story
- The Kid from Brooklyn
- It's Great to Be Young
- Love Laughs at Andy Hardy
- Make Mine Music (animație)
- Mantan Messes Up
- Monsieur Beaucaire
- Murder in the Music Hall
- Night and Day
- No Leave, No Love
- The Road to Hollywood
- Road to Utopia
- Song of the South
- Swing Parade of 1946
- Three Little Girls in Blue
- The Thrill of Brazil
- Till the Clouds Roll By
- The Time, the Place and the Girl
- Three Little Girls in Blue
- Two Sisters from Boston

### 1947
- Beat the Band
- Calendar Girl (1947 film)
- Carnegie Hall
- Carnival in Costa Rica
- Cinderella
- Copacabana
- Ebony Parade
- The Fabulous Dorseys
- Fiesta
- Good News
- Hi De Ho
- I'll Be Yours
- It Happened in Brooklyn
- Living in a Big Way
- Look-Out Sister
- Mother Wore Tights
- New Orleans
- Northwest Outpost
- The Perils of Pauline
- Reet, Petite, and Gone
- Road to Rio
- Rhythm in a Riff
- Sepia Cinderella
- The Shocking Miss Pilgrim
- Something in the Wind
- This Time for Keeps
- The Unfinished Dance
- Variety Girl
- Welcome Stranger
- Fun and Fancy Free (animație)

### 1948
- Big City
- Casbah (film)
- The Countess of Monte Cristo
- A Date with Judy
- Easter Parade
- The Emperor Waltz
- For the Love of Mary
- Julia Misbehaves
- Killer Diller
- The Kissing Bandit
- Ladies of the Chorus
- Luxury Liner
- On an Island With You
- One Touch of Venus
- The Paleface
- The Pirate
- The Red Shoes
- Romance on the High Seas
- A Song is Born
- Summer Holiday
- Three Daring Daughters
- Two Guys from Texas
- Up in Central Park
- Words and Music
- Melody Time (animație)

### 1949
- The Adventures of Ichabod and Mr. Toad (animație)
- The Barkleys of Broadway
- A Connecticut Yankee in King Arthur's Court
- Dancing in the Dark
- The Great Lover
- In the Good Old Summertime
- The Inspector General
- It's a Great Feeling
- Jolson Sings Again
- Look for the Silver Lining
- Make Mine Laughs
- My Dream Is Yours
- Neptune's Daughter
- On the Town
- So Dear to My Heart
- The Sun Comes Up
- That Midnight Kiss
- Take Me Out to the Ball Game
- Top o' the Morning

## Anii 1950

### 1950
- Al Compás de tu Mentira
- Annie Get Your Gun
- At War with the Army
- Bólidos de acero
- Catskill Honeymoon
- Cinderella (animație)
- The Daughter of Rosie O'Grady
- Duchess of Idaho
- Fancy Pants
- Filomena Marturano
- Hoedown
- Let's Dance
- Love Happy
- Mr. Music
- Nancy Goes to Rio
- Pagan Love Song
- Riding High
- Summer Stock
- Tea for Two
- Three Little Words
- The Toast of New Orleans
- Two Weeks with Love
- The West Point Story
- Young Man with a Horn

### 1951
- Alice in Wonderland (animație)
- An American in Paris
- The Great Caruso
- Grounds for Marriage
- Here Comes the Groom
- I'll See You in My Dreams
- The Lemon Drop Kid
- Lullaby of Broadway
- Mr. Imperium
- On Moonlight Bay
- On the Riviera
- Painting the Clouds with Sunshine
- Rich, Young and Pretty
- Royal Wedding
- Show Boat
- The Tales of Hoffmann
- Texas Carnival
- Two Tickets to Broadway

### 1952
- A Great New Star
- Aaron Slick from Punkin Crick
- April in Paris
- Because You're Mine
- The Belle of New York
- Everything I Have is Yours
- The Greatest Show on Earth
- Hans Christian Andersen
- I Dream of Jeanie
- The Jazz Singer
- Just for You
- Lovely to Look At
- Meet Danny Wilson
- Million Dollar Mermaid
- Moulin Rouge
- Road to Bali
- Sailor Beware
- Singin' in the Rain
- Skirts Ahoy
- Son of Paleface
- Stars and Stripes Forever
- Where's Charley?
- With a Song in My Heart

### 1953
- The Affairs of Dobie Gillis
- All Ashore
- The Band Wagon
- The Beggar's Opera
- By the Light of the Silvery Moon
- Calamity Jane
- Call Me Madam
- Dangerous When Wet
- The Desert Song
- Easy to Love
- The Eddie Cantor Story
- The 5,000 Fingers of Dr. T
- Gentlemen Prefer Blondes
- The Glenn Miller Story
- Here Come the Girls
- I Love Melvin
- Kiss Me, Kate
- Lili
- Ojōsan shachō (Japonia)
- Overture to The Merry Wives of Windsor (scurt)
- Pack Train
- Peter Pan (animație)
- Scared Stiff
- Small Town Girl
- So This Is Love
- Sombrero
- Stars of the Russian Ballet (Rusia)
- Three Sailors and a Girl
- Walking My Baby Back Home

### 1954
- Athena
- Brigadoon
- Carmen Jones
- Casanova's Big Night
- The Country Girl
- Dayman Ma`ak
- Deep in My Heart
- Give a Girl a Break
- Lucky Me
- New Faces
- Red Garters
- Round Up of Rhythm
- Rose Marie
- Seven Brides for Seven Brothers
- A Star Is Born
- The Student Prince
- There's No Business Like Show Business
- White Christmas
- Young at Heart

### 1955
- Artists and Models
- The Benny Goodman Story
- Daddy Long Legs
- Gentlemen Marry Brunettes
- The Glass Slipper
- French Cancan
- Guys and Dolls
- Hit the Deck
- Interrupted Melody
- It's Always Fair Weather
- Jupiter's Darling
- Kismet
- Lady and the Tramp (animație)
- Love Me or Leave Me
- My Sister Eileen
- Oklahoma!
- Paris Follies of 1956
- Rhythm and Blues Revue
- Rock 'n' Roll Revue
- The Seven Little Foys
- So Young, So Bright (Japonia)
- The Tender Trap
- Three for the Show

### 1956
- Anything Goes
- The Benny Goodman Story
- The Best Things in Life Are Free
- Bundle of Joy
- Carousel
- The Court Jester
- Don't Knock the Rock
- The Eddy Duchin Story
- The Girl Can't Help It
- High Society
- Invitation to the Dance
- It's Great to Be Young
- The King and I
- Love Me Tender
- Meet Me in Las Vegas
- Once Upon a Honeymoon
- The Opposite Sex
- Rock Around the Clock
- Rock, Rock, Rock
- Serenade
- Shake, Rattle and Rock
- The Vagabond King

### 1957
- Bernardine
- Calypso Heat Wave
- Funny Face
- The Girl Most Likely
- The Good Companions
- The Helen Morgan Story
- Jailhouse Rock
- Jamboree
- The Joker is Wild
- Les Girls
- Let's Be Happy
- Loving You
- Mister Rock and Roll
- The Pajama Game
- Pal Joey
- The Pied Piper of Hamelin
- Silk Stockings
- Ten Thousand Bedrooms

### 1958
- Arrivederci Roma (The Seven Hills of Rome)
- Damn Yankees
- Gigi
- Jazzgossen
- King Creole
- Merry Andrew
- Musik ombord
- St. Louis Blues
- South Pacific
- tom thumb (film)

### 1959
- The Five Pennies
- For the First Time
- The Gene Krupa Story
- Go, Johnny, Go!
- Hier bin ich - hier bleib' ich (Here I Am, Here I Stay)
- A Hole in the Head
- Li'l Abner
- Never Steal Anything Small
- Say One for Me
- Sleeping Beauty (animație)
- Some Like It Hot
- Porgy and Bess
- Darby O'Gill and the Little People
- The sound of music

## Anii 1960

### 1960
- Bells Are Ringing
- Black Tights
- Can-Can
- Cinderfella
- Expresso Bongo
- G.I. Blues
- High Time
- Khovanshchina
- Jazz on a Summer's Day
- Let's Make Love
- 1-2-3-4 ou Les Collants noirs
- Pepe
- Where the Boys Are

### 1961
- One Hundred and One Dalmatians (animație)
- Amorina
- Babes in Toyland
- Besito a Papa
- Blue Hawaii
- Flower Drum Song
- Gidget Goes Hawaiian
- Juventud rebelde
- The Parent Trap
- The Teenage Millionaire
- Twist Around the Clock
- West Side Story
- Wild in the Country
- The Young Ones

### 1962
- The Big Broadcast
- Billy Rose's Jumbo
- Don't Knock the Twist
- Follow That Dream
- Gay Purr-ee (animație)
- Girls! Girls! Girls!
- Gypsy
- How the West Was Won
- Hussar Ballad
- It's Trad, Dad!
- Kid Galahad
- The Music Man
- A ritmo de twist
- The Road to Hong Kong
- State Fair
- The Cool Mikado

### 1963
- Beach Party
- Bye Bye Birdie
- Follow the Boys
- Fun in Acapulco
- Gidget Goes to Rome
- I Could Go On Singing
- It Happened at the World's Fair
- Live It Up!
- Rocío de La Mancha (Spania)
- Rote Lippen soll man küssen
- Summer Holiday
- Summer Magic
- The Sword in the Stone (animație)

### 1964
- Bikini Beach
- Buenas noches, Buenos Aires
- A Canção da Saudade
- A Hard Day's Night
- Hey There, It's Yogi Bear! (animație)
- I'd Rather Be Rich
- The Incredibly Strange Creatures Who Stopped Living and Became Mixed-Up Zombies
- Kissin' Cousins
- Les Parapluies de Cherbourg (The Umbrellas of Cherbourg)
- Looking for Love
- Mary Poppins
- Muscle Beach Party
- My Fair Lady
- Pajama Party
- The Pleasure Seekers
- Robin and the Seven Hoods
- Roustabout
- The Unsinkable Molly Brown
- Viva Las Vegas
- What a Way to Go!
- Wonderful Life

### 1965
- Beach Blanket Bingo
- Girl Happy
- Harum Scarum
- Help!
- Highest Pressure
- How to Stuff a Wild Bikini
- I'll Take Sweden
- Inside the Forbidden City
- I've Gotta Horse
- Ski Party
- Sunetul muzicii (The Sound of Music)
- A Swingin' Summer
- The T.A.M.I. Show
- Tickle Me
- When the Boys Meet the Girls
- Wild on the Beach

### 1966
- Finders Keepers
- Frankie and Johnny
- A Funny Thing Happened on the Way to the Forum
- The Man Called Flintstone (animație)
- Hong Kong Nocturne
- Paradise, Hawaiian Style
- The Singing Nun
- Spinout

### 1967
- Camelot
- Clambake
- Les Demoiselles de Rochefort
- Doctor Dolittle
- Dont Look Back
- Double Trouble
- Easy Come, Easy Go
- The Fastest Guitar Alive
- Festival
- Good Times
- The Happiest Millionaire
- How to Succeed in Business Without Really Trying
- The Jungle Book (animație)
- Thoroughly Modern Millie

### 1968
- Chitty Chitty Bang Bang
- Finian's Rainbow
- Funny Girl
- Head
- Heißer Sommer (Hot Summer)
- Hong Kong Rhapsody
- Live a Little, Love a Little
- Oliver!
- The One and Only, Genuine, Original Family Band
- Speedway
- Star!
- Stay Away, Joe
- Sympathy for the Devil
- Yellow Submarine (animație)

### 1969
- Change of Habit
- Goodbye, Mr. Chips
- Hello, Dolly!
- How to Commit Marriage
- Johnny Cash! The Man, His World, His Music
- Keep on Rockin'
- Oh! What a Lovely War
- Paint Your Wagon
- Przygoda z piosenką (Poland)
- Sweet Charity
- The Trouble with Girls (and How to Get Into It)
- A Boy Named Charlie Brown (animație)

## Anii 1970

### 1970
- The Aristocats (animație)
- Darling Lili
- Elvis: That's the Way It Is
- Gimme Shelter
- Let It Be
- Monrak luk thung
- On a Clear Day You Can See Forever
- Peau d'Âne
- Pufnstuf
- Scrooge
- Song of Norway
- Woodstock

### 1971
- Aquellos años locos
- Arriba Juventud
- Bedknobs and Broomsticks
- The Boy Friend
- Scripcarul pe acoperiș (Fiddler on the Roof)
- 200 Motels
- Willy Wonka & the Chocolate Factory

### 1972
- Alice's Adventures in Wonderland
- Argentinísima
- Cabaret
- The Concert for Bangladesh
- Elvis on Tour
- The Great Waltz
- Imagine
- Lady Sings the Blues
- Man of La Mancha
- Oh! Calcutta!
- 1776
- Snoopy Come Home (animație)

### 1973
- Andrea
- Argentinísima II
- Charlotte's Web (animație)
- Godspell
- Jaal
- Jesus Christ Superstar
- Lost Horizon
- Tom Sawyer
- Robin Hood (animație)

### 1974
- Huckleberry Finn
- Journey Back to Oz (animație)
- Mame
- Phantom of the Paradise
- The Straw Hat (Rusia)
- That's Entertainment!

### 1975
- At Long Last Love
- Finist - Yasnyy sokol
- Funny Lady
- Lisztomania
- Nashville
- Pesnya vsegda s nami
- The Rocky Horror Picture Show
- Tommy

### 1976
- A Matter of Time
- A Star Is Born
- Alice In Wonderland
- Bugsy Malone
- The First Nudie Musical
- Rock’n Roll Wolves
- The Slipper and the Rose
- Sparkle
- That's Entertainment, Part II

### 1977
- A Little Night Music
- New York, New York
- The Many Adventures of Winnie the Pooh (animație)
- The Rescuers (animație)
- Pete's Dragon
- Saturday Night Fever
- Emmet Otter's Jug Band Christmas
- ABBA: the Movie
- Allegro Non Troppo
- Raggedy Ann & Andy: A Musical Adventure (animație)
- Wizards (animație)

### 1978
- American Hot Wax
- An Ordinary Miracle (USSR)
- The Buddy Holly Story
- d'Artagnan and Three Musketeers (miniseries)
- Grease
- June 31st
- The Last Waltz
- The Magic of Lassie
- The Rutles: All You Need Is Cash
- Sextette
- Sgt. Pepper's Lonely Hearts Club Band
- The Wiz
- Renaldo and Clara

### 1979
- All That Jazz
- Hair
- The Muppet Movie
- Rock 'n' Roll High School
- The Rose

## Anii 1980

### 1980
- The Apple
- Blank Generation
- The Blues Brothers
- Can't Stop the Music
- Coal Miner's Daughter
- Concert for Kampuchea
- Fame
- Forbidden Zone
- The Great Rock 'n' Roll Swindle
- The Jazz Singer
- Popeye
- Rockshow (film concert)
- Xanadu

### 1981
- American Pop (animație)
- Back to the Egg
- The Fox and the Hound (animație)
- The Great Muppet Caper
- Pennies from Heaven
- Shock Treatment
- This Is Elvis

### 1982
- Annie
- The Best Little Whorehouse in Texas
- The Dub Room Special
- Grease 2
- One from the Heart
- Pink Floyd The Wall
- The Pirate Movie
- Starstruck
- Victor Victoria

### 1983
- Eddie and the Cruisers
- The Final Cut
- Flashdance
- I Am a Hotel
- Let's Spend the Night Together
- Mantrap (1983 film)
- Mary Poppins, Goodbye
- The Pirates of Penzance
- Staying Alive
- Rock & Rule (animație)
- Yentl

### 1984
- Amadeus
- Body Rock
- Breakin'
- The Cotton Club
- Give My Regards to Broad Street
- Purple Rain
- The Muppets Take Manhattan
- Streets of Fire

### 1985
- A Chorus Line
- Alice in Wonderland
- Breakin' 2: Electric Boogaloo
- Krush Groove
- Sesame Street Presents Follow That Bird
- That's Dancing!

### 1986
- Absolute Beginners
- An American Tail (animație)
- El Amor brujo
- Footrot Flats: The Dog's Tale (animație)
- The Frog Prince
- Little Shop of Horrors
- Population: 1
- True Stories
- Under the Cherry Moon
- Labirintul (film) (Labyrinth)
- The Frog Prince

### 1987
- Aria
- Beauty and the Beast
- The Brave Little Toaster (animație)
- The Chipmunk Adventure (animație)
- Dirty Dancing
- It Couldn't Happen Here
- Snow White
- The Return of Bruno

### 1988
- Big Time
- Earth Girls Are Easy
- La Bailanta
- The New Adventures Of Pippi Longstocking
- Moonwalker
- Oliver and Company (animație)
- Puss in Boots
- School Daze
- Who Framed Roger Rabbit (animație/ film artistic)

### 1989
- All Dogs Go to Heaven (animație)
- Bert Rigby, You're a Fool
- Boris Godunov
- The Little Mermaid (animație)
- Red Riding Hood

## Anii 1990

### 1990
- Cry-Baby
- Dick Tracy
- Graffiti Bridge
- Live in East Berlin
- Polly: Comin' Home!
- Rock 'n' Roll High School Forever
- Mother Goose Rock 'n' Rhyme

### 1991
- An American Tail: Fievel Goes West (animație)
- At the Max
- Beauty and the Beast (animație)
- The Five Heartbeats
- For the Boys
- Stepping Out
- The Supporter (Argentina)
- Rock-A-Doodle (animație)

### 1992
- Aladdin (animație)
- At the Edge of the Law
- For Those About to Rock (film) (video)
- Little Nemo: Adventures in Slumberland (animație)
- The Muppet Christmas Carol
- Newsies
- Sister Act

### 1993
- Gift (1993 film)
- Gypsy (1993 film) (film de televiziune)
- Tom and Jerry: The Movie (animație)
- David Copperfield (animație)
- The Line, the Cross & the Curve
- The Nightmare Before Christmas (animație)
- Raising Hell (video)
- Robin Hood: Men In Tights
- Sister Act 2: Back in the Habit

### 1994
- Brave
- The Lion King (animație)
- Thumbelina (animație)
- The Land Before Time II: The Great Valley Adventure (animație)
- The Return of Jafar (animație)
- That's Entertainment! III
- A Troll in Central Park (animație)
- The Swan Princess (animație)
- The Adventures of Priscilla, Queen of the Desert

### 1995
- Akropol
- Bye Bye Birdie
- Monster Mash (1995 film)
- The Nona Tapes
- Pocahontas (animație)
- The Land Before Time III: The Time of the Great Giving (animație)
- Let It Be Me
- The Pebble and the Penguin (animație)

### 1996
- Adiós, abuelo
- Al Corazón
- Cannibal! The Musical
- Everyone Says I Love You
- Evita
- The Land Before Time IV: Journey Through the Mists (animație)
- The Hunchback of Notre Dame (animație)
- Muppet Treasure Island
- That Thing You Do!
- James and the Giant Peach (animație)
- All Dogs Go to Heaven 2 (animație)
- Aladdin and the King of Thieves (animație)

### 1997
- Anastasia (animație)
- Cabaret Neiges Noires
- Cats Don't Dance (animație)
- Cinderella
- Hercules (animație)
- Selena
- Spiceworld
- Pippi Longstocking (animație)
- The Land Before Time V: The Mysterious Island (animație)
- The Swan Princess II: Escape from Castle Mountain (animație)
- Pooh's Grand Adventure: The Search for Christopher Robin (animație)
- Beauty and the Beast: The Enchanted Christmas (animație)
- Babes in Toyland (animație)

### 1998
- Blues Brothers 2000
- Buenos Aires me mata
- The Hole
- The Mighty Kong (animație)
- Mulan (animație)
- Rudolph the Red-Nosed Reindeer: The Movie (animație)
- The Prince of Egypt (animație)
- Velvet Goldmine
- Pocahontas II: Journey to a New World (animație)
- The Lion King II: Simba's Pride (animație)
- Quest for Camelot (animație)
- The Land Before Time VI: The Secret of Saurus Rock (animație)
- The Secret of NIMH 2: Timmy to the Rescue (animație)
- An American Tail: The Treasure of Manhattan Island (animație)
- The Swan Princess: The Mystery of the Enchanted Kingdom (animație)
- An All Dogs Christmas Carol (animație)
- The Brave Little Toaster Goes to Mars (animație)
- Barney's Great Adventure

### 1999
- Annie (film de televiziune)
- South Park: Bigger, Longer & Uncut (animație)
- Tarzan (animație)
- The Adventures of Elmo in Grouchland
- The Brave Little Toaster to the Rescue (animație)
- Wakko's Wish (animație)
- An American Tail: The Mystery of the Night Monster (animație)
- Madeline: Lost in Paris (animație)
- Double Platinum (film de televiziune)

## Anii 2000

### 2000
- Dancer in the Dark
- The Tigger Movie (animație)
- The Road to El Dorado (animație)
- The Little Mermaid II: Return to the Sea (animație)
- The Land Before Time VII: The Stone of Cold Fire (animație)
- How the Grinch Stole Christmas

### 2001
- Moulin Rouge!
- The Happiness of the Katakuris
- Hedwig and the Angry Inch
- South Pacific (film de televiziune)
- Lady and the Tramp II: Scamp's Adventure (animație)
- The Land Before Time VIII: The Big Freeze (animație)
- Rudolph the Red-Nosed Reindeer and the Island of Misfit Toys (animație)
- Shrek (animație)

### 2002
- 8 femmes'
- Chicago
- The Hunchback of Notre Dame II (animație)
- The Land Before Time IX: Journey to Big Water (animație)
- Return to Never Land (animație)
- Rock Steady Live
- Rebelové (Czech Republic)
- Winnie the Pooh: A Very Merry Pooh Year (animație)
- Eight Crazy Nights (animație)
- Jonah: A VeggieTales Movie (animație)

### 2003
- The Cheetah Girls (film de televiziune)
- From Justin to Kelly
- Interstella 5555: The 5tory of the 5ecret 5tar 5ystem (animație)
- The Jungle Book 2 (animație)
- The Music Man (film de televiziune)
- The Saddest Music in the World
- The Singing Detective
- Piglet's Big Movie (animație)
- The Land Before Time X: The Great Longneck Migration (animație)
- Charlotte's Web 2: Wilbur's Great Adventure (animație)
- 101 Dalmatians II: Patch's London Adventure (animație)
- Camp

### 2004
- A Christmas Carol (film de televiziune)
- Art Thief Musical!
- Barbie as the Princess and the Pauper (animație)
- Beyond the Sea
- Bride and Prejudice
- De-Lovely
- Shrek 2 (animație)
- Open House
- The Phantom of the Opera
- The Lion King 1½ (animație)
- Winnie the Pooh: Springtime with Roo (animație)
- Mickey, Donald, Goofy: The Three Musketeers (animație)
- Teacher's Pet (animație)
- Home on the Range (animație)

### 2005
- Black Widow
- Boss'n Up
- Bosta
- Confessions of a Thug
- Corpse Bride (animație)
- Giuseppe Verdi's Rigoletto Story (Italia)
- The Goddess
- Hustle & Flow
- Live from Dallas
- Marilyn Hotchkiss' Ballroom Dancing and Charm School
- Perhaps Love
- Princess Raccoon
- The Producers
- Reefer Madness: The Movie Musical
- Credo (film scurt)
- Rent
- Romance & Cigarettes
- The Wayward Cloud
- Once Upon a Mattress (film de televiziune)
- The Land Before Time XI: Invasion of the Tinysauruses (animație)
- The Muppets' Wizard of Oz (film de televiziune)
- Mulan II (animație)
- Pooh's Heffalump Movie (animație)
- Pooh's Heffalump Halloween Movie (animație)

### 2006
- Bolletjes Blues
- Bongee Bear and the Kingdom of Rhythm (animație)
- Camp Blood: The Musical
- The Cheetah Girls 2 (film de televiziune)
- Dasepo Naughty Girls
- Dreamgirls
- El Benny
- The Fox and the Hound 2 (animație)
- The Fox Family
- Happy Feet (animație)
- High School Musical (film de televiziune)
- I Love You, I'm Sorry, and I'll Never Do It Again
- Idlewild
- The Land Before Time XII: The Great Day of the Flyers (animație)
- Neil Young: Heart of Gold
- Tenacious D in The Pick of Destiny
- Strawberry Shortcake: The Sweet Dreams Movie (animație)

"Zombie Prom" (film scurt)

### 2007
- Across the Universe
- August Rush
- Colma: The Musical
- Crazy
- Enchanted
- The Full Monteverdi
- Hairspray
- High School Musical 2 (film de televiziune)
- Naked Boys Singing
- Once
- Southland Tales
- Sweeney Todd: The Demon Barber of Fleet Street
- Men Shouldn't Sing
- Walk Hard: The Dewey Cox Story
- The Land Before Time XIII: The Wisdom of Friends (animație)
- Cinderella III: A Twist in Time (animație)
- Les chansons d'amour (aka Love Songs)
- AKA Life

### 2008
- The American Mall (film de televiziune)
- Camp Rock
- The Cheetah Girls: One World (film de televiziune)
- High School Musical 3: Senior Year
- Mamma Mia!
- Repo! The Genetic Opera
- Roadside Romeo
- The Little Mermaid: Ariel's Beginning (animație)
- Were the World Mine
- Soul Men
- A Muppets Christmas: Letters to Santa (film de televiziune)
- Dr. Horrible's Sing-Along Blog

### 2009
- The Big Gay Musical
- The Boat That Rocked
- Clear Blue Tuesday
- Forever Plaid: The Movie
- Fruit Fly
- Nine
- The Princess and the Frog (animație)
- Spectacular! (film de televiziune)
- Stingray Sam
- Tigger and Pooh and A Musical Too (animație)

## Anii 2010

### 2010
- Burlesque
- Camp Rock 2: The Final Jam
- Score: A Hockey Musical
- Tangled (animație)

### 2011
- Happy Feet 2 (animație)
- Lifted (Direct-pe-DVD)
- Mama, I Want to Sing! (Direct-pe-DVD)
- Phineas și Ferb: în a 2-a dimensiune (animație, (film de televiziune))
- Rio (animație)
- Winnie the Pooh (animație)
- The Muppets

### 2012
- "Joyful Noise"
- "The Lorax"

### Viitoare filme
Aceasta este o listă de filme programate pentru a fi lansate în și după 2012. Această listă este supusă schimbărilor.
- Altar Boyz[1]
- American Idiot[2]
- Annie (refacere)
- Cats
- City of Angels
- Cleo
- The Color Purple[3]
- Damn Yankees
- Enchanted 2[4]
- Follies (2012)[5]
- The Goree Girls
- Jersey Boys[6]
- Jesus Christ Superstar (refacere)
- Into The Woods[7]
- Kubrilesque
- Les Misérables
- Miss Saigon
- My Fair Lady (refacere)
- Peter Pan[8]
- Rock of Ages[9]
- South Pacific (refacere)[10]
- Sparkle
- Spring Awakening[11]
- A Star is Born (refacere)
- Starlight Express[12]
- Valley Girl
- Wicked[13]